# بیابان موهاوی
بیابان موهاوی

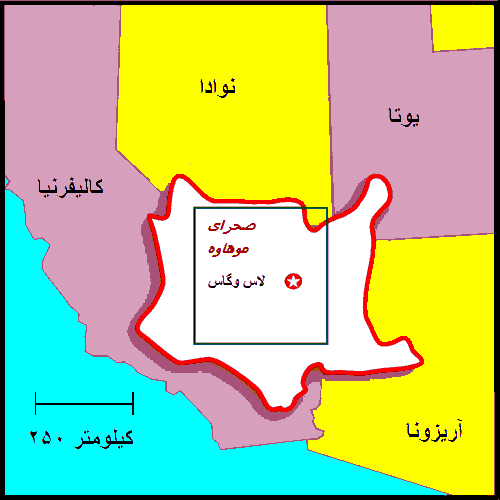
نقشه بیابان موهاوی با موقعیت شهر لاس وگاس، که بزرگ‌ترین شهر در این منطقه بیابانی می‌باشد.

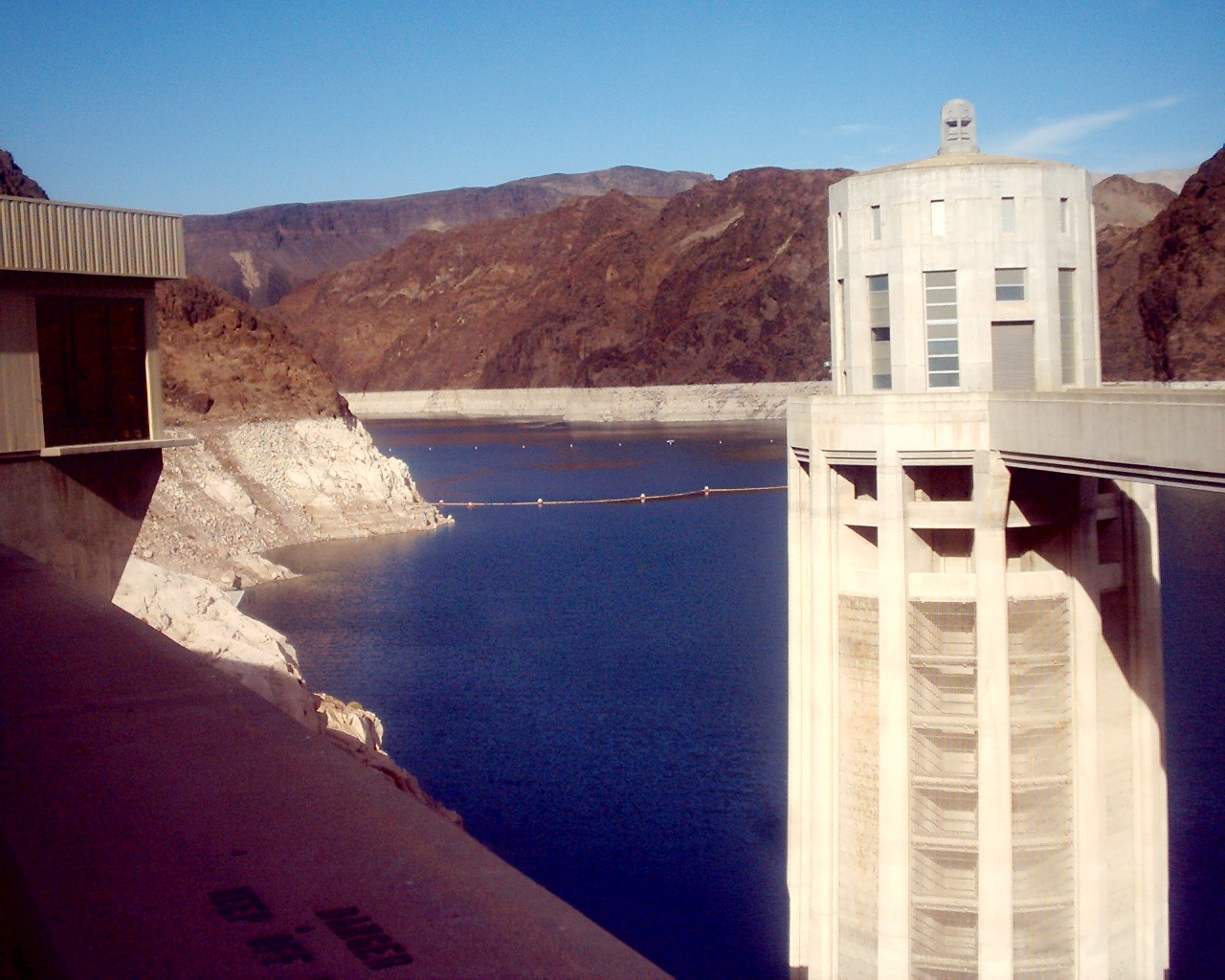
دریاچه سد هوور، آب مصرفی شهرهایی در نوادا، کالیفرنیا و آریزونا را تأمین می‌کند.

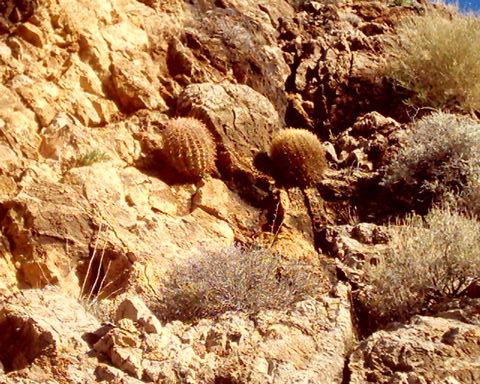
کاکتوس‌های خمره‌ای در رودخانهٔ ویرجین جورج، آریزونا

یا موهاوه یا موخاوه (به انگلیسی: Mojave desert) بیابانی در جنوب غربی ایالات متحده آمریکا است.
این بیابان که از روی قبیله سرخ‌پوستان موهاوی نام گذاری گردیده است، صحرایی خشک است که قسمت‌هایی از ایالات یوتا، کالیفرنیا، آریزونا، و نوادا را در بر می‌گیرد.
این بیابان نزدیک به ۵۷٬۰۰۰ کیلومتر مربع مساحت دارد و کمتر از ۲۵۰ میلی متر در سال بارندگی دارد.
دمای این منطقه دارای دامنه بسیار متغیری است بطوریکه از -۱۸ تا ۵۴ درجه سانتی‌گراد دیده شده است.
پارک ملی دث ولی در این بیابان قرار دارد.

## نگارخانه

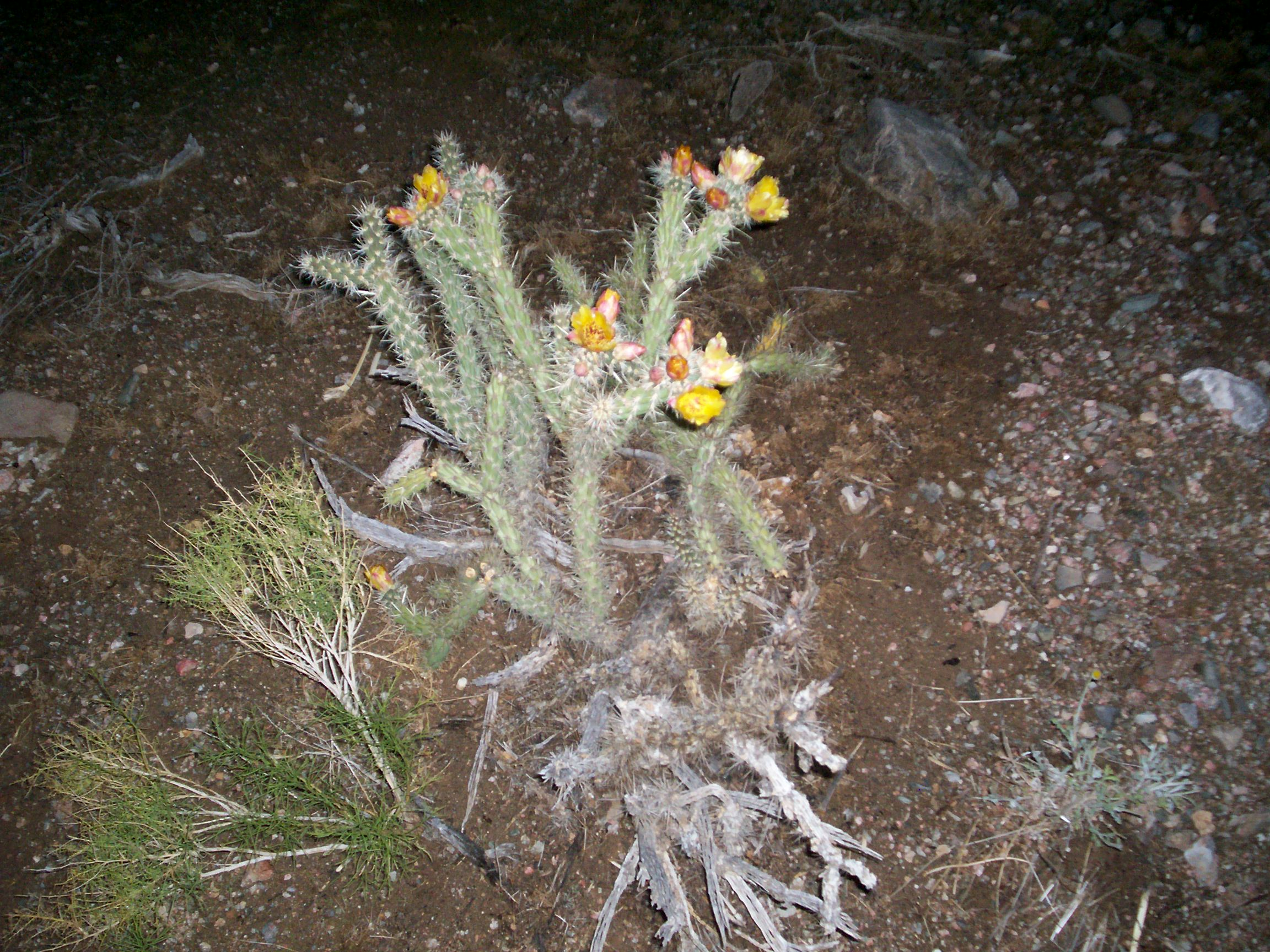
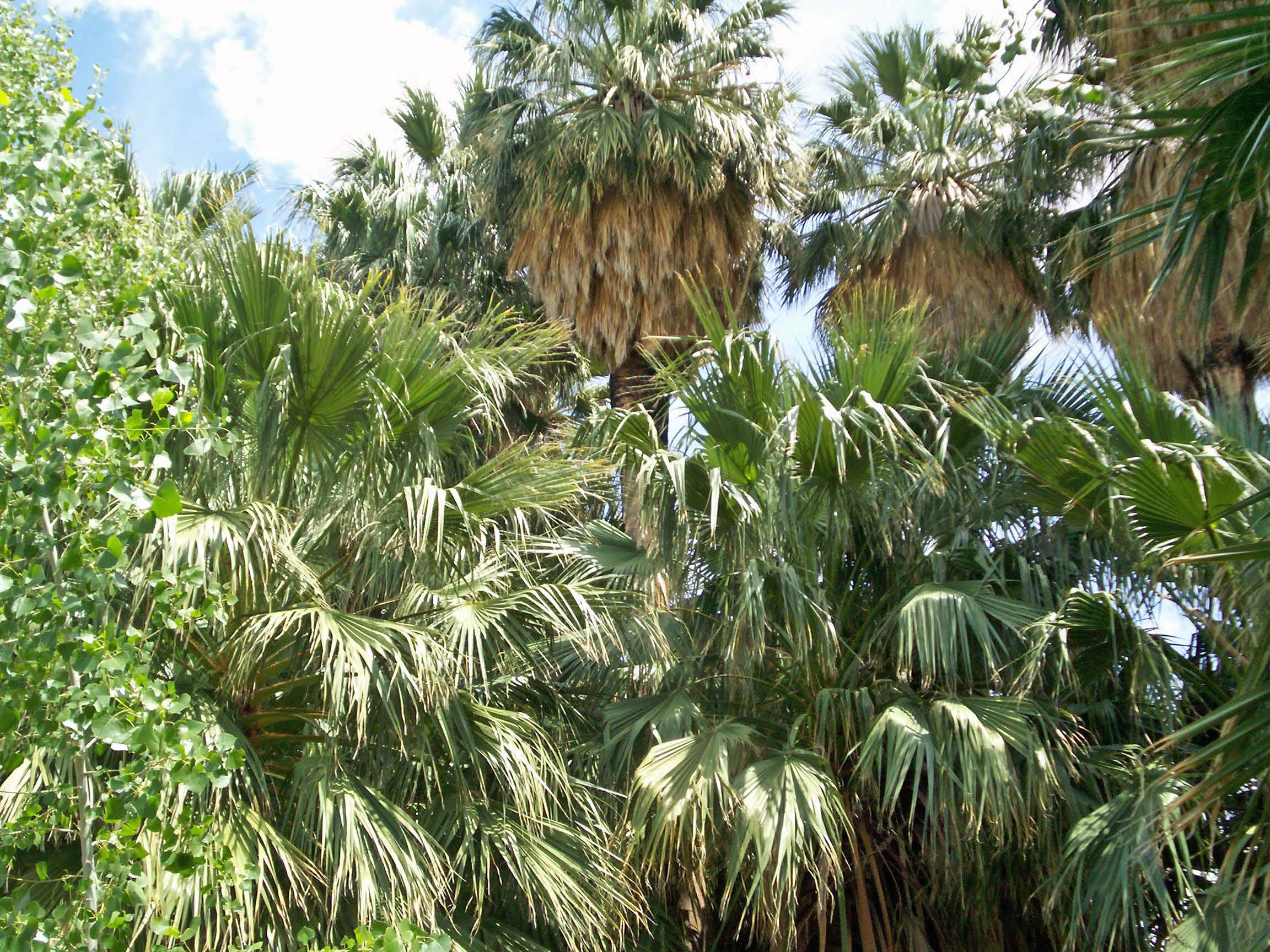
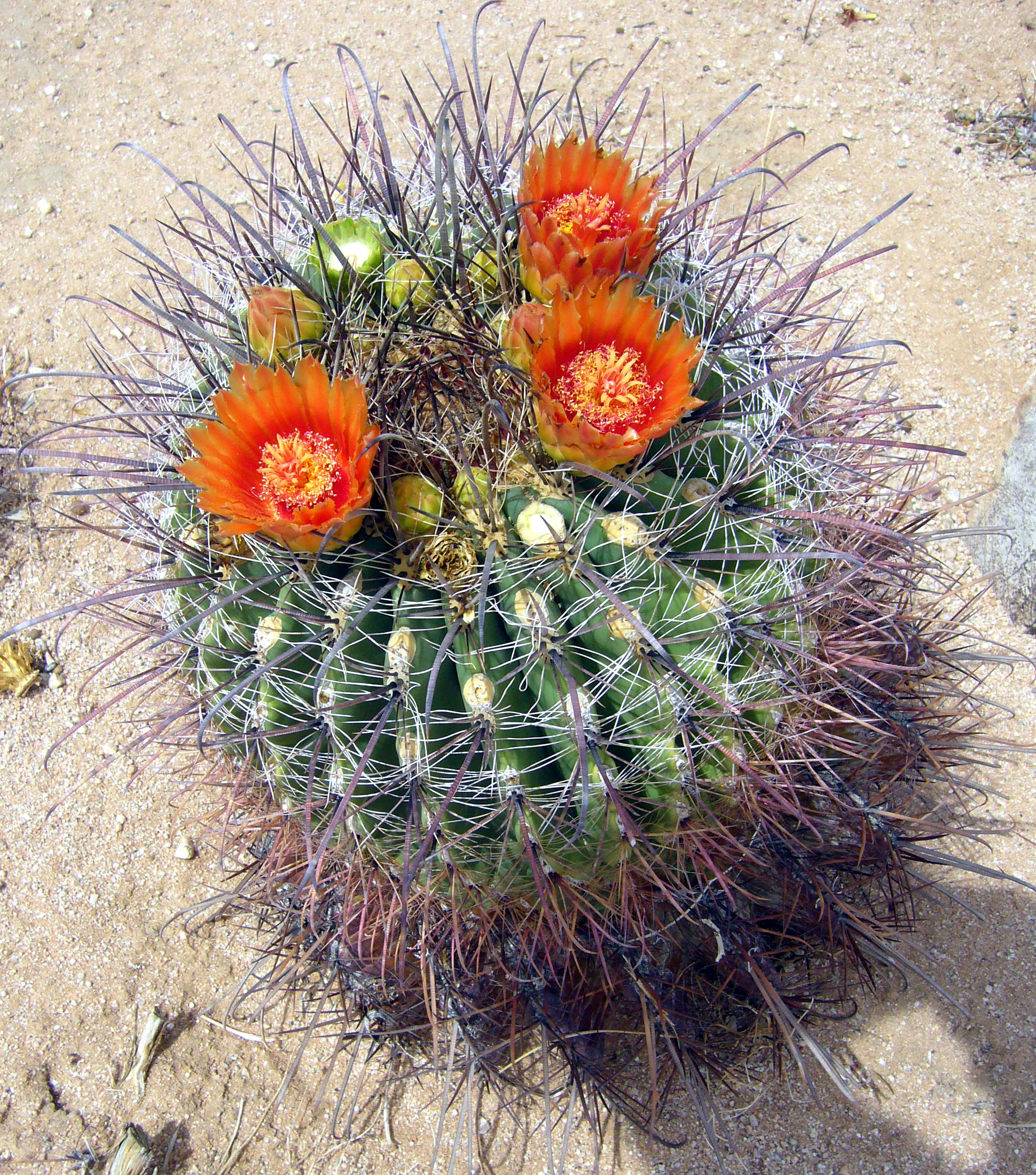
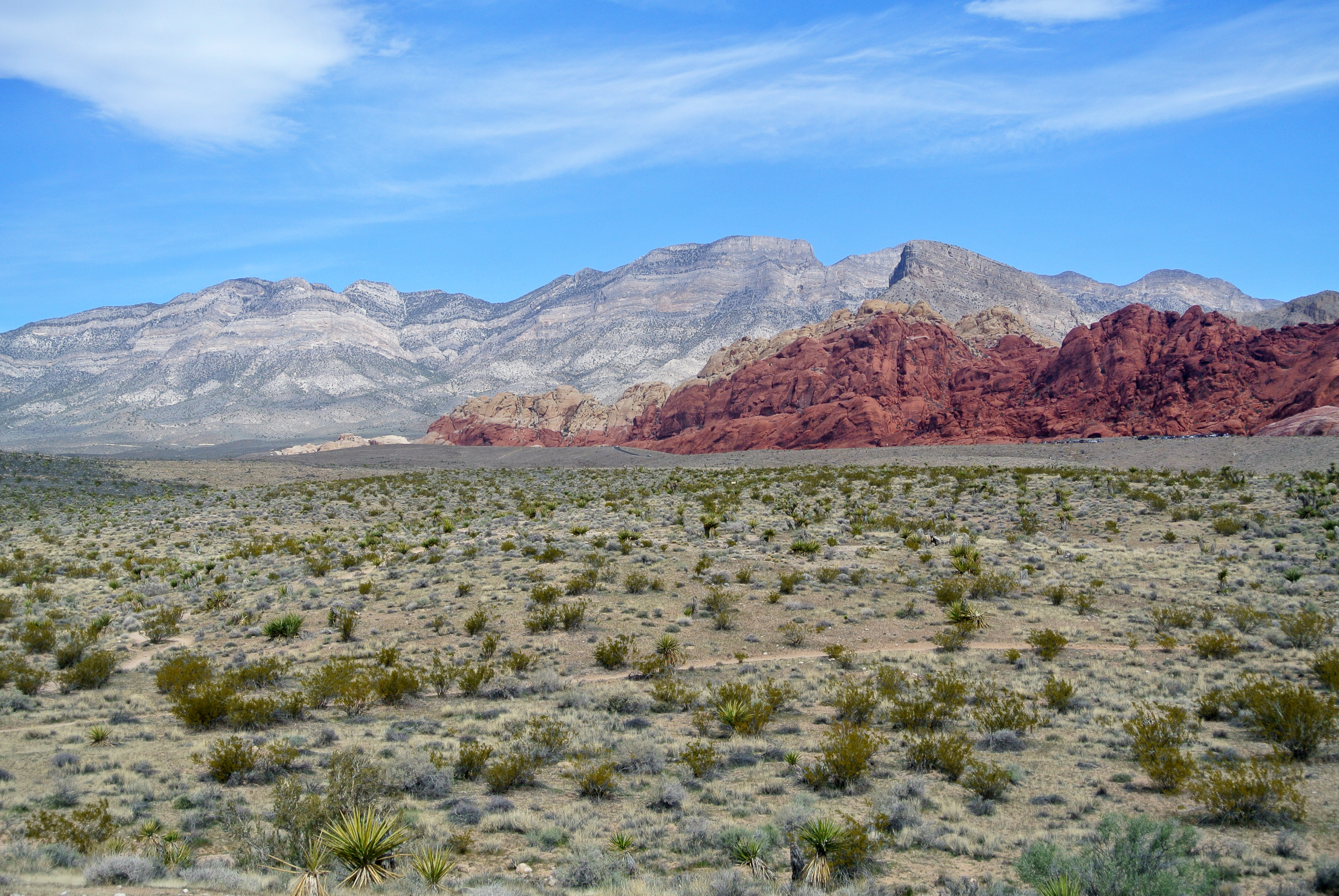